# Michał Rusinek (prawnik)
Michał Rusinek (ur. 29 października 1978 w Przemyślu)– polski prawnik, karnista, radca prawny, specjalista w zakresie postępowania karnego, nauczyciel akademicki w Katedrze Postępowania Karnego UJ, Wydziału Prawa i Administracji Uniwersytetu Jagiellońskiego w Krakowie.

## Życiorys
W 2002 ukończył studia prawnicze na Wydziale Prawa i Administracji Uniwersytetu Jagiellońskiego. 26 czerwca 2006 uzyskał stopień doktora nauk prawnych na podstawie rozprawy doktorskiej pt. „Ochrona tajemnicy zawodowej w polskim procesie karnym” (promotorka: Marianna Korcyl-Wolska). 22 czerwca 2020 uzyskał stopień doktora habilitowanego na podstawie monografii pt. „Z problematyki zakazów dowodowych w postępowaniu karnym”.
W latach 2002–2005 odbył aplikację sądową przy Sądzie Okręgowym w Krakowie i zdał egzamin sędziowski.
W latach 2006–2008 zatrudniony w Katedrze Postępowania Karnego na stanowisku asystenta, a w okresie 2008–2018 na stanowisku adiunkta. W okresie 2004–2015 zatrudniony jako wykładowca w Krakowskiej Akademii im. Frycza Modrzewskiego w Krakowie. Od października 2018 pracuje na stanowisku starszego wykładowcy na Uniwersytecie Jagiellońskim. od czerwca 2012 do sierpnia 2018 pracował jako asystent sędziego w Sądzie Najwyższym. W 2019 wpisany na listę radców prawnych w okręgowej izbie radców prawnych w Krakowie.
Wykładowca na studiach prawa karnego materialnego i prawa karnego procesowego. Ekspert za zakresu postępowania dowodowego, tajemnic zawodowych polskiego systemu prawa oraz dozoru elektronicznego.

## Publikacje
Autor bądź współautor ponad 100 publikacji z różnych dziedzin prawa ochrony informacji, postępowania karnego, prawa bankowego
- Tajemnica zawodowa i jej ochrona w procesie karnym, wyd. Wolters Kluwer Polska, Warszawa 2007 s. 262, ISBN 978-83-7526-193-6.
- Ustawa o dozorze elektronicznym. Komentarz, Warszawa, wyd. Wolters Kluwer Polska, Warszawa 2010, s. 256, ISBN 978-83-264-0172-5.
- Proces karny w diagramach, Bielsko-Biała 2014 (współautor z Krzysztof Nowicki i Marcin Warchoł).
- Wniosek w poszukiwaniu dowodów – artykuł 367a k.p.k., Palestra 2015, nr 7–8, s. 176.
- Przepisy karne w ustawie o kredycie hipotecznym, Monitor Prawa Bankowego 2018, nr 7–8, s. 116.
- Z problematyki zakazów dowodowych w postępowaniu karnym, Wolters Kluwer Polska, Warszawa 2019, s. 560.